# 마리아 칸논
마리아 칸논(マリア観音, マリアかんのん)은 코와타 토스케가 결성한 일본의 록밴드이다.

## 개요
87년 코와타 토스케가 '일본인이 일본어로 일본식 하드코어 록을 하는 밴드'를 표방하며 결성했다. 89년 『三宅裕司のいかすバンド天国』이라는 프로그램에 등장해 『別れたその夜』 전체를 연주했다.
90년 미니앨범 「マリア観音」을 녹음. 94년에 탈퇴한 멤버 松居는 이후 코엔지햑케이에서 활동하기도 한다. 96년에 宮脇는 자살하여 추모공연을 가졌다. 전 시기에 걸쳐 여러 멤버 이동이 있지만 사실상 코와타가 모든 것을 리드하고 있다.
전체적으로 코와타 토스케가 뿜어내는 보컬이 밴드를 장악하고 있으며 하드코어 프로그레시브 가요라는 평가를 받았다. 松居가 있던 시기엔 블루스록과 하드코어가 절충된 사운드를 냈고 小森가 참여하여 프로그레시브 록적인 면이 강해졌으며 河崎는 프리재즈적인 면을 가지고 있었다.

## 음반 목록

### 마리아 칸논 밴드
- マリア観音 (BRON-MARIA1 ミニアルバム 1991年 第3期)
  - マリア観音 (ZIKSBB007 1989年～1991年録音 第1期、第3期)
- 背徳の扉 (ER001 1993年 第3期)
- 共喰いの村 (ER002 1993年 第4期)
- 義眼 (ER003 1994年 第5期)
  - 未発表テイク1992～1994 (SM002 1995年 第3期～第5期)
- 犬死に (ER005 1995年 第6期)
  - 犬死に トゥーマッチ・エディション (ECR026 2014年 第6期)
- 髑髏 (ER007 1996年 第7期)
- 開き盲目 (ER013 1999年 第13期)

### 코와타 토스케 솔로 / 마리아 칸논 솔로
- 懺悔の風呂場 (ER004 1994年 ゲスト：小森雅彰)
- 四十八手シリーズ１ (SM001 木幡独演)
- PILL・勝井祐二・木幡東介 / 19951208 (ER006　1995年)
- 漆黒界 / 漆黒界 (ER008　1997年)
- 懺悔の釣場 (ER009 1997年)
- 懺悔の仕置場 (ER010 1999年)
- 顕幽打楽 (ER011 1998年）
- 腐った風 (ER012 木幡東介、小森雅彰デュオ)
- 懺悔血書 (ER014 1999年)
- 売国奴 (ER015 1999年)
- 歪む正義 (ER016 2000年)
- 天獄 (ER017 2000年)
- 擬制・義絶・特攻 (ER018 2000年)
- 顕蛇打楽・蛇の一生 (ER020 2000年)
- 木幡東介　独演独奏 (ER022 2001年)
- 日本狼正史 (ER023 2001年～2002年)
- 片翼の戦闘機 (ER024 2002年)
- 遊びの思想 (ER025 2002年)
- 棄脱の天地 (TRA001 2003年)
- 歪む正義 (TRA002 2004年)
- 日本絶滅動物記ＳＥ集 第一章 (OKA001 2005年)
- 無題 (2006年)
  - 無題 (2006.5.31配布？)
  - 無題 (2010.2.21配布)
  - 無題 (2010.4.10配布)
  - 無題 (2011.4.10配布)
  - 無題（2014.12.17配布）
- 2009東 (2009年)
- 天獄 (2010年)
- 地犬の掟 (2010.6.5配布)
- 道無き道を (2010年)
- ライブ特典CD-R (ECRF-01 2010.10.31配布)
- デモCD-R (ECR-010 2012年)
- 宿命まみれ (ECR-011 2012年)
- 溶け合う一つの色に向かって (ECR-013 2013年)
- 反逆の地図 (ECR-014-15 2013年)
- 絶滅動物記 第三章（ECRF-02 2014.3.7配布）
- 絶滅動物記（ER028 2014年）
- 獣語り（2016.3.2配布）
- 刺生活ラフミックス（ECRF-04 2017.4.配布）

이 외에도 다수의 카세트, CDR, 라이브 CD, 라이브 VHS / DVD 등을 발매했다.

## 같이 보기
- 시부사시라즈
- 포차카이테 말코